# Schneegeier
Der Schneegeier oder Himalayageier (Gyps himalayensis) ist ein Greifvogel aus der Unterfamilie der Altweltgeier (Aegypiinae).

## Merkmale
Der Schneegeier ist durch den weißen, kahlen Kopf, die weiße Halskrause, den gelblichen Schnabel, sehr breite Flügel und einen kurzen Schwanz gekennzeichnet. Er ist noch größer als der ähnliche Gänsegeier (Gyps fulvus) und wiegt etwa 8–12 kg. Die Flügelspannweite beträgt 260–310 cm. Der weißliche Körper kontrastiert mit den dunklen Flugfedern.

## Nahrung und Jagd
Der Schneegeier ernährt sich von Aas, das er im Flug aus der Luft erspäht. Meist ist er nicht der erste am Kadaver, sondern wird durch die Anwesenheit von Krähen und Bartgeiern angelockt. Beim Fressen geht er aggressiv gegen Konkurrenten vor, ist jedoch Wölfen, anderen Raubtieren und auch den stärkeren Mönchsgeiern unterlegen. In Nordindien kann man Schneegeier zusammen mit Gänsegeiern und Indischen Geiern (Gyps indicus) am selben Kadaver beobachten.

## Fortpflanzung
Wie der Gänsegeier beginnt auch der Himalayageier früh im Jahr zu Brüten. Das einzige Ei wird manchmal schon im Dezember gelegt, da beide Arten relativ nördliche Breiten bewohnen und die Zeit für die Jungenaufzucht durch den frühen Wintereinbruch begrenzt wird. Abhängig vom Klima des bewohnten Gebietes kann die Eiablage auch später stattfinden, spätestens jedoch bis zum Mai. Schneegeier brüten in kleinen Kolonien auf Felsklippen in 1200 m bis 4250 m Höhe. Die Horste, die im Lauf der Zeit immer größer werden, stammen von anderen Greifvögeln oder werden selbst neu angelegt.
Der junge Geier benötigt von der Eiablage an zwischen sechs und acht Monate bis zum Verlassen des Nestes.

## Verbreitung und Bedrohung
Der Schneegeier ist in den Gebirgen Zentralasiens verbreitet. Er kommt von Nordpakistan und Nordindien über Südtibet und Nepal bis Bhutan, Nord-Assam und Zentral-China vor. Nordöstlich erreicht er über das Pamirgebirge das Tianshan- und möglicherweise das Altai- und Tarbagatai-Gebirge. Die Art hält sich meist oberhalb von 1200 m auf und erreicht Höhen von bis zu 6000 m über dem Meeresspiegel.

## Systematik
Der Schneegeier wird gelegentlich als Unterart des Gänsegeiers angesehen, obwohl beide teilweise in denselben Gebieten nebeneinander vorkommen. Man unterscheidet keine Unterarten des Schneegeiers.